# Marko Arapović
Marko Arapović (Zagreb, 20 de julho de 1996) é um basquetebolista profissional croata, atualmente joga no Cedevita Zagreb.